# Cabranes
Cabranes è un comune spagnolo  situato nella comunità autonoma delle Asturie.